# Liste des possadniks de Novgorod
Le possadnik de Novgorod est un représentant des plus hauts postes de magistrat de Novgorod au même titre que les tysiatskii et l'archevêque. Au cours de l'existence du possadnitchestvo de Novgorod (de la fin du IXe siècle à 1478), cette institution du pouvoir a été réformée à plusieurs reprises, du poste de gouverneur des posadniks (nommés par le prince) à la domination des boyards de Novgorod, où les posadniks étaient élus parmi les boyards. Chaque fois, le pouvoir du prince était réduit, ce qui entraînait périodiquement des conflits entre le prince et les Novgorodiens. À Novgorod, les familles boyards des Giouriatinich, Mirochkinitch, Michinitch-Antsiferovitch, Boretski et d'autres se sont formées, dont les représentants ont été élus au possadniks.
Novgorod était divisée en cinq quartiers (extrémités) : Nerevo, Commun, Outre-Château, Slavno et des Charpentiers. Les plus anciens d'entre eux étaient les quartiers Nerevo, du Commun et Slavno, apparues au tournant des IXe et Xe siècles. À la fin du XIIIe siècle, les quartiers d'Outre-Château et des Charpentiers prirent forme. Des groupes de boyards (associations politiques) se sont formés sous les noms de ces quartiers. Chacun de ces groupes rivalisait pour le pouvoir.
Voici les listes de maires, regroupées par périodes.

## Liste des Possadniks

### Période de gouvernement des maires (jusqu'en 1136)
| #  | Nom                                  | Nom russe                         | Dates de vie    | Mandat                    | Numéro des chroniques du possadnik | Commentaire                                                      |
| -- | ------------------------------------ | --------------------------------- | --------------- | ------------------------- | ---------------------------------- | ---------------------------------------------------------------- |
| 1  | Gostomysl                            | Гостомысл                         | ? — environ 862 | ? — environ 862           | A1, B1                             | Connu dans les chroniques ultérieures Considéré comme fictionnel |
| 2  | Dobrynia                             | Добрыня                           | ? — après 988   | environ 980 — environ 988 |                                    | Voïvode de Vladimir Ier                                          |
| 3  | Konstanine (Kosniatine)              | Константин (Коснятин)             | ? — 1022        | 1017 — 1019               | A2, B2                             |                                                                  |
| 4  | Ostromir                             | Остромир                          | ? — 1057        | 1054 — 1057               | A3, B3                             |                                                                  |
| 5  | Zavid                                | Завид                             | ? — ?           | après 1088                | A4, B4                             | Le premier possadnik de Mstislav le Grand                        |
| 6  | Petriata                             | Петрята                           | ? — ?           | entre 1088—1117           | A5, B6                             | Deuxième posadnik de Mstislav le Grand                           |
| 7  | Konstanine (Kosniatine)              | Константин (Коснятин)             | ? — ?           | entre 1088—1117           | A6, B7                             | Troisième posadnik de Mstislav le Grand                          |
| 8  | Mironeg (Ninônig)                    | Миронег (Нинониг)                 | ? — ?           | entre 1088—1117           | A7, B8                             | Le quatrième posadnik de Mstislav le Grand                       |
| 9  | Sava                                 | Сава                              | ? — ?           | entre 1088—1117           | A8, B9                             | Cinquième posadnik de Mstislav le Grand                          |
| 10 | Ouléb                                | Улеб                              | ? — ?           | entre 1088—1117           | A9, B10                            | Le sixième posadnik de Mstislav le Grand                         |
| 11 | Gyuriata                             | Гюрята                            | ? — ?           | entre 1088—1117           | A10, B11                           | Septième posadnik de Mstislav le Grand                           |
| 12 | Mikoula                              | Микула                            | ? — ?           | entre 1088—1117           | A11, B13                           | Huitième posadnik de Mstislav le Grand                           |
| 13 | Dobrynia                             | Добрыня                           | ? — 1117        | jusqu'à 1117              | A12, B16                           | Le neuvième posadnik de Mstislav le Grand                        |
| 14 | Dmitri (Dmitr) Zavidich              | Дмитрий (Дмитр) Завидич           | ? — 1118        | 1117 — 1118               | A13, B5                            |                                                                  |
| 15 | Konstanine Moïsseïevitch             | Константин Моисеевич              | ? — 1119        | 1118 — 1119               | A14, B17                           |                                                                  |
| 16 | Boris                                | Борис                             | ? — ?           | 1120 — 1125               | A15, B18                           |                                                                  |
| 17 | Miroslav Giouriatinich               | Мирослав Гюрятинич                | ? — 1136        | 1126 — 1128               | A20, B12                           | Le premier possadnik élu par la vétché.                          |
| 18 | Zavid Dmitrovitch                    | Завид Дмитрович                   | ? — 1128        | 1128                      | A16, B19                           |                                                                  |
| 19 | Danila (Daniil)                      | Данила (Даниил)                   | ? — ?           | 1129 — 1130               | A17, B20                           |                                                                  |
| 20 | Piotr (Petrilo, Petriata) Mikulchich | Пётр (Петрило, Петрята) Микульчич | ? — 1135        | 1131 — 1134               | A18, B14                           |                                                                  |
| 21 | Ivan (Ivanko) Pavlovitch             | Иван (Иванко) Павлович            | ? — 1135        | 1134 — 1135               | A19, B21                           |                                                                  |
| 22 | Miroslav Giouriatinich               | Мирослав Гюрятинич                | ? — 1136        | 1135 — 1136               | A20, B12                           |                                                                  |

### Période du boyard posadnichestvo (1136-1291)
| #  | Nom                                              | Nom russe                                    | Dates de vie           | Mandat              | Numéro des chroniques du possadnik | Commentaire                                                  |
| -- | ------------------------------------------------ | -------------------------------------------- | ---------------------- | ------------------- | ---------------------------------- | ------------------------------------------------------------ |
| 23 | Konstantine (Kosniatine) Mikulchich              | Константин (Коснятин) Микульчич              | ? — 1147               | 1136 — 1137         | A21, B15                           | À la suite du soulèvement, un système républicain est établi |
| 24 | Iakoun Miroslavitch                              | Якун Мирославич                              | ? — ?                  | 1137 — 1141         | A22, B23                           |                                                              |
| 25 | Juge Ivanković                                   | Судила Иванкович                             | ? — 1156               | 1141 — 1144         | A23, B22                           |                                                              |
| 26 | Nezhata Tverdiatich                              | Нежата Твердятич                             | ? — ?                  | 1144 — 1146         | A24, B24                           |                                                              |
| 27 | Konstantine (Kosniatine) Mikulchich              | Константин (Коснятин) Микульчич              | ? — 1147               | 1146 — 1147         | A21, B15                           |                                                              |
| 28 | Juge Ivanković                                   | Судила Иванкович                             | ? — 1156               | 1147 — 1156         | A23, B22                           |                                                              |
| 29 | Iakoun Miroslavitch                              | Якун Мирославич                              | ? — ?                  | 1156 — 1160         | A22, B23                           |                                                              |
| 30 | Nezhata Tverdiatich                              | Нежата Твердятич                             | ? — ?                  | 1160 — 1161         | A24, B24                           |                                                              |
| 31 | Zacharie                                         | Захария                                      | ? — 1167               | 1161 — 1167         | A25, B26                           |                                                              |
| 32 | Iakoun                                           | Якун                                         | ? — environ 1170       | 1167 — environ 1170 | A26, B28                           |                                                              |
| 33 | Jiroslav                                         | Жирослав                                     | ? — ?                  | environ 1170—1171   | A27, B30                           |                                                              |
| 34 | Ivan (Ivanko) Zakharinitch                       | Иван (Иванко) Захарьинич                     | ? — 1175               | 1171                | A28, B27                           |                                                              |
| 35 | Jiroslav                                         | Жирослав                                     | ? — ?                  | 1171 — 1172         | A27, B30                           |                                                              |
| 36 | Ivan (Ivanko) Zakharinitch                       | Иван (Иванко) Захарьинич                     | ? — 1175               | 1172 — 1175         | A28, B27                           |                                                              |
| 37 | Jiroslav                                         | Жирослав                                     | ? — ?                  | 1175                | A27, B30                           |                                                              |
| 38 | Zavid Nerevinitch (Neverovitch)                  | Завид Неревинич (Неверович)                  | ? — ?                  | 1175 — 1176         | A29, B31                           |                                                              |
| 39 | Mikhaïl (Michalko) Stepanitch                    | Михаил (Михалко) Степанич                    | ? — 1205               | 1176 — 1177         | A30, B32                           |                                                              |
| 40 | Zavid Nerevinitch (Neverovitch)                  | Завид Неревинич (Неверович)                  | ? — ?                  | 1177 — 1180         | A29, B31                           |                                                              |
| 41 | Mikhaïl (Mikhalko) Stepanitch                    | Михаил (Михалко) Степанич                    | ? — 1205               | 1180 — 1184         | A30, B32                           |                                                              |
| 42 | Zavid Nerevinitch (Neverovitch)                  | Завид Неревинич (Неверович)                  | ? — ?                  | 1184 — 1186         | A29, B31                           |                                                              |
| 43 | Mikhaïl (Michalko) Stepanitch                    | Михаил (Михалко) Степанич                    | ? — 1205               | 1186 — 1189         | A30, B32                           |                                                              |
| 44 | Miroslav (Mirochka) Nesdinich (Neznanitch)       | Мирослав (Мирошка) Несдинич (Незнанич)       | ? — 1204               | 1189 — 1204         | A31, B35                           |                                                              |
| 45 | Mikhaïl (Michalko) Stepanitch                    | Михаил (Михалко) Степанич                    | ? — 1205               | 1204 — 1205         | A30, B32                           |                                                              |
| 46 | Dmitri (Dmitr) Mirochkinitch                     | Дмитрий (Дмитр) Мирошкинич                   | ? — 1207               | 1205 — 1207         | A32, B36                           |                                                              |
| 47 | Tverdislav Mikhalkovitch                         | Твердислав Михалкович                        | ? — ?                  | 1207 — 1210         | A33, B33                           |                                                              |
| 48 | Dmitri (Dmitr) Iakounitch                        | Дмитрий (Дмитр) Якунич                       | ? — jusqu'à 1215       | 1210 — environ 1214 | A34, B29                           |                                                              |
| 49 | Tverdislav Mikhalkovitch                         | Твердислав Михалкович                        | ? — ?                  | environ 1214—1215   | A33, B33                           |                                                              |
| 50 | Iouri (Guiougri) Ivankovitch                     | Юрий (Гюрги) Иванкович                       | ? — ?                  | 1215 — 1216         | A35, B37                           |                                                              |
| 51 | Tverdislav Mikhalkovitch                         | Твердислав Михалкович                        | ? — ?                  | 1216 — 1219         | A33, B33                           |                                                              |
| 52 | Semion Borissovitch                              | Семён Борисович                              | ? — 1230               | 1219                | A36, B38                           |                                                              |
| 53 | Tverdislav Mikhalkovitch                         | Твердислав Михалкович                        | ? — ?                  | 1219 — 1220         | A33, B33                           |                                                              |
| 54 | Ivan (Ivanko) Dmitrovitch                        | Иван (Иванко) Дмитрович                      | ? — 1238               | 1220 — 1229         | A37, B39                           |                                                              |
| 55 | Vnezd Vodovik                                    | Внезд Водовик                                | ? — 1231               | 1229 — 1230         | A38, B40                           |                                                              |
| 56 | Stepan Tverdislavitch                            | Степан Твердиславич                          | ? — 1243               | 1230 — 1243         | A39, B41                           |                                                              |
| 57 | Sbyslav Iakounovitch                             | Сбыслав Якунович                             | ? — entre 1243 et 1255 | entre 1243 et 1255  | A40, B43                           |                                                              |
| 58 | Onania (Anania) Feofilatovitch (Feofilaktovitch) | Онанья (Ананья) Феофилатович (Феофилактович) | ? — 1256               | entre 1243 et 1255  | A41, B44                           |                                                              |
| 59 | Mikhaïl (Michalko) Stepanitch                    | Михаил (Михалко) Степанич                    | ? — 1256               | 1255 — 1256         | A42, B42                           |                                                              |
| 60 | Mikhaïl Fiodorovitch                             | Михаил Фёдорович                             | ? — 1268               | 1257 — 1268         | A43, B45                           |                                                              |
| 61 | Pavcha Onaninitch                                | Павша Онаньинич                              | ? — 1273               | 1268 — 1272         | A44, B47                           |                                                              |
| 62 | Mikhaïl (Mikhaïlo) Michinitch                    | Михаил (Михайло) Мишинич                     | ? — 1280               | 1272                | A45, B49                           |                                                              |
| 63 | Pavcha Onaninitch                                | Павша Онаньинич                              | ? — 1273               | 1272 — 1273         | A44, B47                           |                                                              |
| 64 | Mikhaïl (Mikhaïlo) Michinitch                    | Михаил (Михайло) Мишинич                     | ? — 1280               | 1273 — 1280         | A45, B49                           |                                                              |
| 65 | Semion Mikhaïlovitch                             | Семён Михайлович                             | ? — 1287               | 1280 — 1286         | A46, B46                           |                                                              |
| 66 | Andreï (Andreïko) Klimovitch                     | Андрей (Андрейко) Климович                   | ? — 1316               | 1286 — 1291         | A47, B51                           |                                                              |

### Période d'élection annuelle des maires (1291-1354)
| #   | Nom                           | Nom russe                  | Dates de vie           | Mandat      | Numéro des chroniques du possadnik | Commentaire                        |
| --- | ----------------------------- | -------------------------- | ---------------------- | ----------- | ---------------------------------- | ---------------------------------- |
| 67  | Iouri (Gueorgui) Michinitch   | Юрий (Георгий) Мишинич     | ? — 1316               | 1291 — 1292 | A48, B50                           |                                    |
| 68  | Semion Klimovitch             | Семён Климович             | ? — entre 1317 et 1327 | 1292 — 1294 | A49, B52                           |                                    |
| 69  | Andreï (Andreïko) Klimovitch  | Андрей (Андрейко) Климович | ? — 1316               | 1294 — 1295 | A47, B51                           |                                    |
| 70  | Andreï (Andreïko) Klimovitch  | Андрей (Андрейко) Климович | ? — 1316               | 1299 — 1300 | A47, B51                           |                                    |
| 71  | Semion Klimovitch             | Семён Климович             | ? — entre 1317 et 1327 | 1300 — 1301 | A49, B52                           |                                    |
| 72  | Andreï (Andreïko) Klimovitch  | Андрей (Андрейко) Климович | ? — 1316               | 1301 — 1302 | A47, B51                           |                                    |
| 73  | Semion Klimovitch             | Семён Климович             | ? — entre 1317 et 1327 | 1302 — 1303 | A49, B52                           |                                    |
| 74  | Andreï (Andreïko) Klimovitch  | Андрей (Андрейко) Климович | ? — 1316               | 1303 — 1304 | A47, B51                           |                                    |
| 75  | Iouri (Gueorgui) Michinitch   | Юрий (Георгий) Мишинич     | ? — 1316               | 1304 — 1305 | A48, B50                           |                                    |
| 76  | Mikhaïl Pavchinitch           | Михаил Павшинич            | ? — 1316               | 1310 — 1312 | B55                                |                                    |
| 77  | Semion Klimovitch             | Семён Климович             | ? — entre 1317 et 1327 | 1312 — 1313 | A49, B52                           |                                    |
| 78  | Semion Klimovitch             | Семён Климович             | ? — entre 1317 et 1327 | 1316 — 1317 | A49, B52                           |                                    |
| 79  | Barfolomeï Iourievitch        | Варфоломей Юрьевич         | ? — 1342               | 1323 — 1324 | A50, B53                           |                                    |
| 80  | Barfolomeï Iourievitch        | Варфоломей Юрьевич         | ? — 1342               | 1326 — 1327 | A50, B53                           |                                    |
| 81  | Danila (possadnik)            | Данила (посадник)          | ? — 1329               | 1327 — 1329 |                                    | Connu de sources extra-chroniques  |
| 82  | Fiodor Akhmyl                 | Фёдор Ахмыл                | ? — ?                  | 1329 — 1330 | A51, B54                           | C'est peut-être Fiodor Danilovitch |
| 83  | Barfolomeï Iourievitch        | Варфоломей Юрьевич         | ? — 1342               | 1331 — 1332 | A50, B53                           |                                    |
| 84  | Fiodor Akhmyl                 | Фёдор Ахмыл                | ? — ?                  | 1332        | A51, B54                           |                                    |
| 85  | Zakharia Mikhaïlovitch        | Захария Михайлович         | ? — 1335               | 1332        | A52, B56                           |                                    |
| 86  | Matfeï Varfolomeïevitch Koska | Матфей Варфоломеевич Коска | ? — ?                  | 1332 — 1334 | A53, B59                           |                                    |
| 87  | Fiodor Danilovitch            | Фёдор Данилович            | ? — ?                  | 1335 — 1336 | A54, B69                           |                                    |
| 88  | Ostafi Dvorianinets           | Остафий Дворянинец         | ? — 1346               | 1336 — 1337 | A55, B64                           |                                    |
| 89  | Fiodor Danilovitch            | Фёдор Данилович            | ? — ?                  | 1338 — 1339 | A54, B69                           |                                    |
| 90  | Ostafi Dvorianinets           | Остафий Дворянинец         | ? — 1346               | 1340 — 1341 | A55, B64                           |                                    |
| 91  | Fiodor Danilovitch            | Фёдор Данилович            | ? — ?                  | 1342 — 1344 | A54, B69                           |                                    |
| 92  | Ostafi Dvorianinets           | Остафий Дворянинец         | ? — 1346               | 1344 — 1345 | A55, B64                           |                                    |
| 93  | Matfeï Varfolomeïevitch Koska | Матфей Варфоломеевич Коска | ? — ?                  | 1345 — 1346 | A53, B59                           |                                    |
| 94  | Ostafi Dvorianinets           | Остафий Дворянинец         | ? — 1346               | 1346        | A55, B64                           |                                    |
| 95  | Fiodor Danilovitch            | Фёдор Данилович            | ? — ?                  | 1348 — 1349 | A54, B69                           |                                    |
| 96  | Fiodor Danilovitch            | Фёдор Данилович            | ? — ?                  | 1350        | A54, B69                           |                                    |
| 97  | Ontsifor Loukinitch           | Онцифор Лукинич            | ? — ?                  | 1350 — 1351 | A57, B57                           |                                    |
| 98  | Fiodor Danilovitch            | Фёдор Данилович            | ? — ?                  | 1351        | A54, B69                           |                                    |
| 99  | Ontsifor Loukinitch           | Онцифор Лукинич            | ? — ?                  | 1351 — 1352 | A57, B57                           |                                    |
| 100 | Ontsifor Loukinitch           | Онцифор Лукинич            | ? — ?                  | 1353 — 1354 | A57, B57                           |                                    |
| 101 | Aleksandr Dvorianintsev       | Александр Дворянинцев      | ? — ?                  | 1354 — 1355 | A56, B65                           |                                    |

### Période du posadnichestvo calme (1360-1478)
| #   | Nom                                             | Nom russe                                 | Dates de vie           | Mandat            | Numéro des chroniques du possadnik | Commentaire                              |
| --- | ----------------------------------------------- | ----------------------------------------- | ---------------------- | ----------------- | ---------------------------------- | ---------------------------------------- |
| 102 | Andreïan Zakharinitch                           | Андриян Захарьинич                        | ? — ?                  | jusqu'à 1360      | A64, B73                           |                                          |
| 103 | Selivestr Leontievitch (Lenteïev)               | Селивестр Леонтьевич (Лентеев)            | ? — ?                  | 1360              | A62, B75                           |                                          |
| 104 | Nikita Matfeïevitch                             | Никита Матфеевич                          | ? — ?                  | 1360 — 1362       | A68, B60                           |                                          |
| 105 | Ivan Semionovitch (Motouritsa)                  | Иван Семёнович (Мотурица)                 | ? — ?                  | 1370 — 1371       | A60, B66                           |                                          |
| 106 | Iouri Ivanovitch                                | Юрий Иванович                             | ? — ?                  | 1371 — 1372       | A65, B71                           |                                          |
| 107 | Mikhaïl Danilovitch                             | Михаил Данилович                          | ? — 1392               | 1372 — 1373       | A66, B70                           |                                          |
| 108 | Iouri Ivanovitch                                | Юрий Иванович                             | ? — ?                  | 1373 — 1374       | A65, B71                           |                                          |
| 109 | Mikhaïl Danilovitch                             | Михаил Данилович                          | ? — 1392               | 1374 — 1375       | A66, B70                           |                                          |
| 110 | Iouri Ivanovitch                                | Юрий Иванович                             | ? — ?                  | 1375 — 1377       | A65, B71                           |                                          |
| 111 | Fiodor Timofeïevitch                            | Фёдор Тимофеевич                          | ? — 1421               | 1385 — 1386       | A71, B77                           |                                          |
| 112 | Vassili Fiodorovitch                            | Василий Фёдорович                         | ? — 1392               | 1387 — 1388       | A69, B62                           |                                          |
| 113 | Iessif Zakharinitch                             | Есиф Захарьинич                           | ? — 1409               | 1388              | A72, B74                           |                                          |
| 114 | Vassili Ivanovitch                              | Василий Иванович                          | ? — 1405               | 1388 — 1390       | A70, B72                           |                                          |
| 115 | Timofeï Iourievitch                             | Тимофей Юрьевич                           | ? — 1409               | 1391 — 1392       | A74, B80                           |                                          |
| 116 | Iessif Zakharinitch                             | Есиф Захарьинич                           | ? — 1409               | 1394              | A72, B74                           |                                          |
| 117 | Bogdan (Feïodossi) Obakunovitch (Abakoumovitch) | Богдан (Феодосий) Обакунович (Абакумович) | ? — 1415               | 1394 — ?          | A73, B78                           | Frère du voïvode Aleksandr Abakoumovitch |
| 118 | Timofeï Iourievitch                             | Тимофей Юрьевич                           | ? — 1409               | 1397 — 1398       | A74, B80                           |                                          |
| 119 | Aleksandr Fominitch (Tsarko)                    | Александр Фоминич (Царько)                | ? — 1421               | 1398 — 1399       | A77, B81                           |                                          |
| 120 | Aleksandr Fominitch (Tsarko)                    | Александр Фоминич (Царько)                | ? — 1421               | 1404 — 1405       | A77, B81                           |                                          |
| 121 | Iessif Zakharinitch                             | Есиф Захарьинич                           | ? — 1409               | 1405 — 1406       | A72, B74                           |                                          |
| 122 | Grigori Bogdanovitch                            | Григорий Богданович                       | ? — ?                  | 1410 — 1411       | A83, B79                           |                                          |
| 123 | Ivan Aleksandrovitch                            | Иван Александрович                        | ? — 1417               | 1411 — 1412       | A79, B84                           |                                          |
| 124 | Foma Iessifovitch                               | Фома Есифович                             | ? — jusqu'à 1415       | 1412 — 1413       | A82, B87                           |                                          |
| 125 | Ivan Aleksandrovitch                            | Иван Александрович                        | ? — 1417               | 1413 — 1415       | A79, B84                           |                                          |
| 126 | Andreï Ivanovitch                               | Андрей Иванович                           | ? — ?                  | 1415 — 1416       | A86, B90                           |                                          |
| 127 | Ivan Bogdanovitch                               | Иван Богданович                           | ? — 1419               | 1416 — 1417       | A87, B91                           |                                          |
| 128 | Semion Vassilievitch                            | Семён Васильевич                          | ? — ?                  | 1417 — 1418       | A88, B93                           |                                          |
| 129 | Vassili Iessifovitch                            | Василий Есифович                          | ? — ?                  | 1418 — ?          | A118, B94                          |                                          |
| 130 | Aleksandr Ignatievitch                          | Александр Игнатьевич                      | ? — ?                  | environ 1418—1420 | A91, B95                           |                                          |
| 131 | Vassili Mikitinitch (Nikitich)                  | Василий Микитинич (Никитич)               | ? — ?                  | 1420 — 1421       | B100                               |                                          |
| 132 | Mikhaïl Ivanovitch (Motouritsyne)               | Михаил Иванович (Мотурицын)               | ? — ?                  | 1421              | B99                                |                                          |
| 133 | Timofeï Vassilievitch                           | Тимофей Васильевич                        | ? — ?                  | 1421 — 1422       | A89, B102                          |                                          |
| 134 | Vassili Mikitinitch (Nikitich)                  | Василий Микитинич (Никитич)               | ? — ?                  | 1422 — 1423       | B100                               |                                          |
| 135 | Mikhaïl Ananinitch                              | Михаил Ананьинич                          | ? — ?                  | 1424              | A111, B112                         |                                          |
| 136 | Mikhaïl Ivanovitch (Motouritsyne)               | Михаил Иванович (Мотурицын)               | ? — ?                  | 1424 — 1425       | B99                                |                                          |
| 137 | Samson Ivanovitch                               | Самсон Иванович                           | ? — ?                  | 1434              | A96, B120                          |                                          |
| 138 | Andreï Ivanovitch                               | Андрей Иванович                           | ? — ?                  | 1434 — 1435       | B121                               |                                          |
| 139 | Fiodor Danilovitch                              | Фёдор Данилович                           | ? — ?                  | 1435              | A97, B122                          |                                          |
| 140 | Boris Iourievitch                               | Борис Юрьевич                             | ? — ?                  | 1435 — 1436       | A92, B123                          |                                          |
| 141 | Fiodor Olisseïevitch (Alekseïevitch)            | Фёдор Олисеевич (Алексеевич)              | ? — ?                  | 1437              | B125                               |                                          |
| 142 | Dmitri Vassilievitch (Gloukhov)                 | Дмитрий Васильевич (Глухов)               | ? — ?                  | 1437 — 1438       | A110, B127                         |                                          |
| 143 | Issak Andreïevitch (Boretski)                   | Исак Андреевич (Борецкий)                 | ? — Années 1460        | 1438 — 1439       | A109, B129                         |                                          |
| 144 | Ivan Loukinitch (Chtchoka)                      | Иван Лукинич (Щока)                       | ? — entre 1471 et 1475 | 1439              | A117, B128                         |                                          |
| 145 | Iessif Grigorievitch (Posakhno)                 | Есиф Григорьевич (Посахно)                | ? — ?                  | 1440 — 1441       | A98, B133                          |                                          |
| 146 | Fiodor Olisseïevitch (Alekseïevitch)            | Фёдор Олисеевич (Алексеевич)              | ? — ?                  | 1441 — 1442       | B125                               | Славенская группировка предположительна  |
| 147 | Ivan Lavrentievitch                             | Иван Лаврентьевич                         | ? — ?                  | 1443              | A108, B136                         |                                          |
| 148 | Iessif Grigorievitch (Posakhno)                 | Есиф Григорьевич (Посахно)                | ? — ?                  | 1447 — 1448       | A98, B133                          |                                          |
| 149 | Afanassy (Ofonas) Ostafievitch (Grouz)          | Афанасий (Офонас) Остафьевич (Груз)       | ? — ?                  | 1448              | A116, B141                         |                                          |
| 150 | Dmitri Vassilievitch (Gloukhov)                 | Дмитрий Васильевич (Глухов)               | ? — ?                  | 1450              | A110, B127                         |                                          |
| 151 | Ivan Loukinitch (Chtchoka)                      | Иван Лукинич (Щока)                       | ? — entre 1471 et 1475 | 1455 — 1457       | A117, B128                         |                                          |
| 152 | Ivan Lavrentievitch                             | Иван Лаврентьевич                         | ? — ?                  | 1460 — 1461       | A108, B136                         |                                          |
| 153 | Afanassy (Ofonas) Ostafievitch (Grouz)          | Афанасий (Офонас) Остафьевич (Груз)       | ? — ?                  | 1461              | A116, B141                         |                                          |
| 154 | Afanassy (Ofonas) Ostafievitch (Grouz)          | Афанасий (Офонас) Остафьевич (Груз)       | ? — ?                  | 1466              | A116, B141                         |                                          |
| 155 | Ivan Loukinitch (Chtchoka)                      | Иван Лукинич (Щока)                       | ? — entre 1471 et 1475 | 1468              | A117, B128                         |                                          |
| 156 | Iakov Fiodorovitch                              | Яков Фёдорович                            | ? — ?                  | 1468 — 1469       |                                    |                                          |
| 157 | Timofeï Ostafievitch                            | Тимофей Остафьевич                        | ? — ?                  | 1471              |                                    |                                          |
| 158 | Grigori Mikhaïlovitch (Tuchin)                  | Григорий Михайлович (Тучин)               | ? — ?                  | 1472              |                                    |                                          |
| 159 | Mikhaïl Semionovitch (Chapinoga)                | Михаил Семёнович (Чапинога)               | ? — ?                  | 1475              |                                    |                                          |
| 160 | Vassili Ananitch                                | Василий Ананьич                           | ? — ?                  | 1475              |                                    |                                          |
| 161 | Foma Andreïevitch (Kouriatnik)                  | Фома Андреевич (Курятник)                 | ? — ?                  | 1475 — 1477       |                                    |                                          |
| 162 | Mikhaïl Semionovitch (Berdenev)                 | Михаил Семёнович (Берденев)               | ? — ?                  | 1477              |                                    |                                          |
| 163 | Foma Andreïevitch (Kouriatnik)                  | Фома Андреевич (Курятник)                 | ? — ?                  | 1477 — 1478       |                                    |                                          |